# Lola, érase una vez
 (срп. Лола, одрасти) мексичкa је тинејџерска теленовела, продукцијске куће Телевиса, снимана 2007.

## Синопсис
Ово је романтична и смешна прича о Лоли, бунтовној и оптимистичној девојци, која сама по свету тражи срећу.
Њена највећа радост је певање и плесање са бендом који је формирала са својим пријатељима иако је ниједан посао не застрашује. Без искуства, добија посао као секретарица гувернера у раскошном дворцу Фон Фердинанда, након чега разним несташлуцима, њена јарка личност зарађује љубав и поверење осталих укућана.
Принц ове приче је Александер, најстарији од вон Фердинанда. Међутим, то је принц који најмање тражи љубав. Због трагичне смрти његовог оца, Александер је морао напустити магистрат и снове, како би се посветио својој браћи и породичном послу. Његово срце затворено је за љубав и радост, а његова највећа главобоља су бунтовна браћа.
Момци открију да Лола иде без њихове дозволе на певање и натерају је да их поведе са собом. Омладинци ће у музици су пронаћи све оно што им је недостајало у њиховом крутом образовању, а уз помоћ Лоле формираће сопствени бенд.
Али, Лолин је живот компликован, свака добра прича не може бити без зле вештице, у овој причи то је Монсерат, Александерова кума, злочинка чија је највећа амбиција да уда своју најстарију кћер, Карлоту, и да се домогне богатства вон Фердинанд, у чему ће јој главна препрека бити Лола.

## Глумачка постава

### Главне улоге
| Глумац        | Улога      |
| ------------- | ---------- |
| Ејза Гонзалес | Лола       |
| Арон Дијаз    | Александер |
| Гретел Валдес | Карлота    |
| Лорена Ерера  | Монсерат   |

### Споредне улоге
| Патрисио Боргет  | Максимо   |
| Алберто Агнеси   | Патрик    |
| Тјаре Сканда     | Милагрос  |
| Беатриз Морено   | Петра     |
| Мануел Фојо      | Лоренсо   |
| Зорајда Гомез    | Рафаела   |
| Алехандро Нонес  | Валдо     |
| Манола Диез      | Амел      |
| Салвадор Зербони | Гонзало   |
| Рената Флорес    | Панча     |
| Исаура Еспиноза  | Етер      |
| Оскар Травен     | Вилијам   |
| Каролина Техера  | Самара    |
| Еди Виљард       | Арчибалдо |
| Виолета Исфел    | Габријела |

### Гостујуће и епизодне улоге
| Глумац:       | Улога:        |
| ------------- | ------------- |
| Енрике Роча   | Екселсиор     |
| Алтаир Харабо | Катерине      |
| Бланка Санчез | Нилда         |
| Маите Перони  | нова Пепељуга |
| Лисардо       | Франкс        |
| Паоло Ортин   | Франкс        |